# Puntate di Flesh and Bone
Le otto puntate della miniserie televisiva Flesh and Bone sono andate in onda sul canale statunitense via cavo Starz dall'8 novembre al 27 dicembre 2015.
Negli Stati Uniti, la prima puntata Bulling Through è stata resa disponibile in anteprima il 2 novembre 2015 sul sito web di Starz (gratuitamente) e sui servizi dedicati agli abbonati Starz Play e Starz On Demand. Le restanti sette puntate sono state rese disponibili l'8 novembre 2015 sui servizi dedicati ai soli abbonati.
In Italia, la miniserie è stata pubblicata sulla piattaforma on demand TIMvision il 9 novembre 2015.
| nº | Titolo originale | Titolo italiano           | Prima TV USA     | Pubblicazione Italia |
| -- | ---------------- | ------------------------- | ---------------- | -------------------- |
| 1  | Bulling Through  | Reazione immediata        | 8 novembre 2015  | 9 novembre 2015      |
| 2  | Cannon Fodder    | Il coniglietto di velluto | 15 novembre 2015 | 9 novembre 2015      |
| 3  | Reconnaissance   | Passione e rabbia         | 22 novembre 2015 | 9 novembre 2015      |
| 4  | Boogie Dark      | Buio e luce               | 29 novembre 2015 | 9 novembre 2015      |
| 5  | M.I.A.           | Le ombre del palcoscenico | 6 dicembre 2015  | 9 novembre 2015      |
| 6  | F.U.B.A.R.       | Il ringraziamento         | 13 dicembre 2015 | 9 novembre 2015      |
| 7  | Full Dress       | La vigilia                | 20 dicembre 2015 | 9 novembre 2015      |
| 8  | Scorched Earth   | Terra bruciata            | 27 dicembre 2015 | 9 novembre 2015      |

## Reazione immediata
- Titolo originale: Bulling Through
- Diretta da: David Michôd
- Scritta da: Moira Walley-Beckett

### Trama
Claire Robbins è una ragazza ingenua di ventuno anni con la passione per la danza e vive a Pittsburgh con il fratello e il padre. L'episodio inizia con la fuga della protagonista da camera sua, mentre una figura maschile bussa insistentemente alla sua porta. Con le valigie, raggiunge New York tramite bus e tenta un provino per l'American Ballet Company, dove non solo viene presa ma addirittura colpisce il direttore artistico ed ex ballerino Paul Grayson. Grayson scopre che a soli 18 anni Claire era entrata nel corpo di ballo di Pittsburgh, che ha successivamente lasciato per motivi di famiglia. Questa precocità e il suo talento spingono Paul a rinnovare completamente il programma e la formazione: propone Claire come solista all'interno dello spettacolo "Rubies". Durante un galà del corpo di ballo Paul presenta Claire a Mr. Laurence, ricco finanziatore francese che chiede espressamente una cena privata con la ballerina.
La sua rapida promozione come solista e le attenzioni del ricco francese scatenano l'odio delle altre ballerine, già di loro competitive. Claire trova un posto per dormire in appartamento con un altro membro del corpo di ballo, Mia, che però anche essa non la tollera. L'unica che mostra simpatia a Claire è Daphne, che introduce la ragazza nel suo secondo lavoro come ballerina in uno strip-club gestito dal russo Sergei.
- Guest star: Tina Benko (Jessica), John Allee (Pasha), Patrick Page (Sergei Zelenkov), Stephen Schnetzer, Vanessa Aspillaga (Monica), Marylouise Burke (Betty), Clifton Duncan (Reggie), con Tovah Feldshuh (Ivana).
- Altri interpreti: Anthony Lee Medina (Eduardo), Aubrey Morgan (Suzanne), Nadezhda Vostrikov (Patrice), Carling Talcott (Ashley), Mike Houston (Teddy), Megan Dickinson (Mona), Dionne Figgins (Yasmine), James Waterston (Prescott Hawthorn), Rene Ifrah (Danny), Tobias Truvillion (Beau), Chris Gombos (Uomo pieno di erba), Ryan Matthew White (Todd), Emma Pfaeffle (Ragazza in lacrime), Rachel Bell (Ballerina 1).
- Ballerini: Peter Chursin, Andrew Daly, Kfir Danieli, Preston W. Dugger III, James Dimitri Kleioris, Sean Rollofson, Clifford Williams, Alex Wong, Kurt Froman.
- Ballerine: Laura Feig, Allison Walsh, Gabrielle Salvatto.
- Ballerine swing: Sarah Atkins, Amy White.
- Ascolti USA: telespettatori 190 000[5]

## Il coniglietto di velluto
- Titolo originale: Cannon Fodder
- Diretta da: Joshua Marston
- Scritta da: Moira Walley-Beckett

### Trama
La voce maschile che nel primo episodio voleva entrare in camera di Claire è quella del fratello Bryan, un marine appena tornato dall'Afghanistan. Continua a chiamare la sorella che però nel frattempo ha buttato via il telefono, così guardando i dettagli dalla camera di Claire capisce che è andata a New York e decide di seguirla. Nel viaggio in bus stordisce un vecchio perché troppo logorroico, mostrando quindi i segni del suo squilibrio. Paul parla con Jordan, altra direttrice della compagnia che propone Toni Cannava come nuova coreografa a cui però Paul è ostile. Nel frattempo viene introdotto il personaggio di Kiira, la prima ballerina che ha avuto un periodo di pausa dopo un infortunio e che assume regolarmente droga che compra da un amante artista.
Laurence fa recapitare nello spogliatoio un paio di scarpe Loboutin e le altre ragazze l'accusano di vendere il proprio corpo per favori e per la promozione. Turbata, chiede consiglio a Paul che la rassicura dicendo che è solo una cena di lavoro. Prima di recarsi all'Hotel dove deve incontrare l'uomo, Romeo, il barbone che vive davanti a casa di Claire le offre una pasticca per non essere presente con la mente durante la cena. Claire l'assume e diventa un'altra persona durante la cena, alla fine della quale Laurence le allunga le chiavi della stanza. Quando però la ragazza è sul letto, nuda, si infila due dita in gola vomitando e Laurence l'abbandona nella stanza.
- Guest star: Tina Benko (Jessica), John Allee (Pasha), Stephen Schnetzer, Reg Rogers (Jasper), Joseph R. Sicari, Vanessa Aspillaga (Monica), Marylouise Burke (Betty), Clifton Duncan (Reggie), con Tovah Feldshuh (Ivana).
- Altri interpreti: Aubrey Morgan (Suzanne), Nadezhda Vostrikov (Patrice), Carling Talcott (Ashley), Megan Dickinson (Mona), Genson Blimline (Cameriere), David A. Wong (Venditore).
- Ballerini: Peter Chursin, Andrew Daly, Kfir Danieli, Preston W. Dugger III, James Dimitri Kleioris, Sean Rollofson, Clifford Williams, Alex Wong, Kurt Froman.
- Ballerine: Laura Feig, Allison Walsh, Gabrielle Salvatto.
- Ascolti USA: telespettatori 147 000[6]

## Passione e rabbia
- Titolo originale: Reconnaissance
- Diretta da: Stefan Schwartz
- Scritta da: Adam Rapp

### Trama
Ross, il primo ballerino ha un provino privato con Paul che gli fa delle avances. Ross, essendo etero (e probabilmente innamorato di Kiira) lo rifiuta e questo provoca la promozione dell'altro ballerino, Trey, al suo posto. Bryan trova dove abita Claire grazie a una chiamata al corpo di ballo e si fa aprire la porta da Mia. Claire è ancora nell'albergo e torna a casa la mattina dopo scalza, abbandonando le costose scarpe nella stanza. Quando torna a casa non è contenta di vedere il fratello e gli intima di andarsene. Toni Cannava arriva come coreografa e il suo approccio è totalmente diverso, invita al contatto fisico e alla libertà.
Dopo quello accaduto in albergo, Laurence decide di non finanziare più il gruppo che quindi si trova con duecentocinquantamila dollari mancanti. Paul è furioso con Claire però ha una soluzione: chiedere al padre di Daphne, ricco collezionista, di fare una donazione. Daphne accetta a patto di diventare solista.
- Guest star: Marina Benedict (Toni Cannava), Patrick Page (Sergei Zelenkov), Tina Benko (Jessica), John Allee (Pasha), Vanessa Aspillaga (Monica), Clifton Duncan (Reggie), Charlie Semine, Boris McGiver, Giselle Eisenberg (Molly), con Tovah Feldshuh (Ivana).
- Altri interpreti: Aubrey Morgan (Suzanne), Nadezhda Vostrikov (Patrice), Carling Talcott (Ashley), Mike Houston (Teddy), Megan Dickinson (Mona), Dionne Figgins (Yasmine), Rene Ifrah (Danny), Tobias Truvillion (Beau), Thomas Schall (Chalmer Stone), Christopher Brian Roach (Uomo), Linda Thompson Williams (Balia caraibica), Ana Maria Jomolca (Balia portoricana), Brit West (Balia delle Indie Occidentali), Arnie Burton (Kerwyn Voss).
- Ballerini: Peter Chursin, Andrew Daly, Kfir Danieli, Preston W. Dugger III, James Dimitri Kleioris, Sean Rollofson, Clifford Williams, Alex Wong, Kurt Froman.
- Ballerine: Laura Feig, Allison Walsh, Gabrielle Salvatto.
- Ascolti USA: telespettatori 130 000[7]

## Buio e luce
- Titolo originale: Boogie Dark
- Diretta da: Nelson McCormick
- Scritta da: David Wiener

### Trama
Claire inizia a lavorare nello stripclub di Serge con Daphne e attira le attenzioni di Cam, un uomo che la porta nel privè solo per parlarci. Bryan, lasciato a casa da solo, si masturba davanti a Mia legandole mani e piedi e successivamente si reca nel club per cercare la sorella dove però viene picchiato dalla security. A questo punto la sorella gli chiede di andarsene.
Trey intuisce che Ross è frustrato per avere perso il posto e quindi ricatta Paul. Daphne annuncia alla direzione di aver ottenuto i soldi e quindi reclama la sua promozione: in realtà non li ha ottenuti dal padre ma da Sergei.
- Guest star: Marina Benedict (Toni Cannava), Patrick Page (Sergei Zelenkov), Tina Benko (Jessica), John Allee (Pasha), Clifton Duncan (Reggie), Charlie Semine, con Tovah Feldshuh (Ivana).
- Altri interpreti: Anthony Lee Medina (Eduardo), Aubrey Morgan (Suzanne), Nadezhda Vostrikov (Patrice), Carling Talcott (Ashley), Mike Houston (Teddy), Megan Dickinson (Mona), Dionne Figgins (Yasmine), Rene Ifrah (Danny), Tobias Truvillion (Beau), Debbie Troche (Agente di viaggio), Kei'ara Faulkner (Rhianna), Stink Fisher (Tosca).
- Ballerini: Peter Chursin, Andrew Daly, Kfir Danieli, Preston W. Dugger III, James Dimitri Kleioris, Sean Rollofson, Clifford Williams, Alex Wong, Kurt Froman.
- Ballerine: Laura Feig, Allison Walsh, Gabrielle Salvatto.
- Ascolti USA: telespettatori 124 000[8]

## Le ombre del palcoscenico
- Titolo originale: M.I.A.
- Diretta da: Adam Davidson
- Scritta da: Jami O'Brien

### Trama
Mia si accorge di non vedere più da un occhio, questo le causa una goffa caduta durante le prove ma ha paura di recarsi da un medico perché non vuole perdere il posto e attribuisce la colpa alla denutrizione. In occasione del compleanno della madre, che alimenta lo spirito di competizione della figlia in tutti i modi, le due si recano in un locale dove spacciandosi per sorelle flirtano con degli uomini. Mia si apparta in un bagno con uno di loro ma il ricordo dello stupro subito la blocca. Kiira continua a vedere l'artista e assumere droga per poi tornare a casa dal marito.
Claire e Daphne vengono invitate da Sergei a una festa privata sul suo yacht dove si dovranno esibire nel lago dei cigni. All'inizio Claire rifiuta perché quella stessa sera doveva uscire con Cam ma Daphne le fa notare che per lui è solo un'escort, quindi cambia idea. A bordo Claire nota delle ragazzine costrette a servire da bere: una in particolare le allunga un bigliettino pregandole di avvisare la sua famiglia. Tuttavia, quando la nave rientra al porto Claire non vede la ragazza scendere dalla nave.
- Guest star: Marina Benedict (Toni Cannava), Patrick Page (Sergei Zelenkov), Tina Benko (Jessica), John Allee (Pasha), Clifton Duncan (Reggie), Charlie Semine, Dana Cuomo (Elaine Bialy), Reg Rogers (Jasper), Giselle Eisenberg (Molly), con Tovah Feldshuh (Ivana).
- Altri interpreti: Anthony Lee Medina (Eduardo), Aubrey Morgan (Suzanne), Nadezhda Vostrikov (Patrice), Carling Talcott (Ashley), Mike Houston (Teddy), Megan Dickinson (Mona), James Waterston (Prescott Hawthorn), Austin Michael Young (Brad), Charlie Williams (Chad), Brennan Taylor (Nick), Demosthenes Chrysan (Alex), Phoebe Torres (Ragazza russa), Phil Nee (Dr. Lee), Eliud Kauffman (Cubano), Rebecca Watson (Preside Roach), Jesse Frohman (Fotografo), Ilya Slovesnik (Russo 1), Roman Roytberg (Russo 2).
- Ballerini: Peter Chursin, Andrew Daly, Kfir Danieli, Preston W. Dugger III, James Dimitri Kleioris, Sean Rollofson, Clifford Williams, Alex Wong, Kurt Froman.
- Ballerine: Laura Feig, Allison Walsh, Gabrielle Salvatto.
- Ballerine swing: Tiffany Hedman.
- Ascolti USA: telespettatori 122 000[9]

## Il ringraziamento
- Titolo originale: F.U.B.A.R.
- Diretta da: Sam Miller
- Scritta da: Adam Rapp

### Trama
Mia vede un neurologo per il suo problema all'occhio. Quando esce dallo studio, legge il referto e si avvicina a un chiosco per prendere un hot dog. Il giorno del Ringraziamento è alle porte e Cannava, contenta dei miglioramenti dei ballerini concede loro mezza giornata libera per rientrare prima a casa dalle famiglie. Tuttavia, Paul non è soddisfatto ed entra quindi in sala prove mentre stanno andando via i ballerini e li obbliga a provare e riprovare fino allo sfinimento mentre lui inveisce contro la loro incapacità. Licenzia addirittura una ballerina, Mona, senza fornirle spiegazioni.
Claire decide di tornare a casa con il padre e il fratello per aiutare e assistere il genitore disabile. Durante la notte i due fratelli hanno un rapporto sessuale e si scopre che in passato hanno avuto una bambina.
Il corpo di ballo si reca a 'sorpresa' a casa di Paul, altrimenti solo (anche se dagli atteggiamenti si capisce che capita ogni anno) dove mangiano, ballano e bevono. Ross assume di nascosto della droga di Kiira e tenta un approccio sessuale con Paul che lo rifiuta. Successivamente, Paul fa un brindisi in cui annuncia che non intende assumere di nuovo Mona e che Trey si è guadagnato la promozione nonostante la loro relazione. Tale relazione è inesistente ma annunciandolo davanti a tutti annulla il ricatto di Trey e fa sorgere dubbi negli altri membri.
Mia dopo la festa torna a casa dove inizia a ballare e bere da sola; anche Claire sta rientrando ma al suo arrivo trova un'ambulanza che porta via la coinquilina ed entrando in casa vede la vasca piena di sangue.
- Guest star: Kelly Bishop, Marina Benedict (Toni Cannava), Michael Cullen, Tina Benko (Jessica), John Allee (Pasha), Vanessa Aspillaga (Monica), Clifton Duncan (Reggie), Giselle Eisenberg (Molly), con Tovah Feldshuh (Ivana).
- Altri interpreti: Aubrey Morgan (Suzanne), Nadezhda Vostrikov (Patrice), Carling Talcott (Ashley), Megan Dickinson (Mona), Alex Wong (Kim), James Dimitri Kleioris (Cory), James Waterston (Prescott Hawthorn), Bob Johnson (Dr. Warren), Ken Maharaj (Venditore di hot dog), Hannah Tinker (Hitchy), Brian Hastert (Kirkpatrick), Madison McNeil (Hazel), Mackenzie McNeil (Olive), Lucas Magnozzi (Brice).
- Ballerini: Peter Chursin, Andrew Daly, Kfir Danieli, Kurt Froman, Sean Rollofson, Clifford Williams, Preston W. Dugger III.
- Ballerine: Laura Feig, Allison Walsh, Gabrielle Salvatto.
- Ballerine swing: Tiffany Hedman, Tempe Ostergren.
- Ascolti USA: telespettatori 73 000[10]

## La vigilia
- Titolo originale: Full Dress
- Diretta da: Alik Sakharov
- Scritta da: Bronwyn Garrity

### Trama
Mia è in ospedale dopo il tentato suicidio e Claire va a trovarla. Uscendo dalla camera incontra la madre che la informa della reale malattia della figlia, che non deriva da disturbi alimentari ma come conseguenza della Sla e intima Claire di mantenere il segreto, almeno per permettere di ballare qualche altro anno alla figlia. Essendosi recata in ospedale, Claire arriva tardi alle prove a teatro e dopo una risposta secca diretta a Paul lui la silenzia affermando di sapere cosa è successo al teatro di Pittsburgh e il perché del suo ritiro.
Paul mette in dubbio la possibilità che Kiira possa reggere a uno spettacolo così duro e la informa che vorrebbe sostituirla con Claire, tanto avrebbe comunque un ruolo importante in "Rubies". Kiira quindi chiede al suo amante Jasper un'iniezione per non sentire dolore e per ballare, ma lui si rifiuta perché trattandosi di una frattura potrebbe farsi seriamente del male. Le lascia quindi la dose invitandola a fare tutto da sola.
Il manager Jessica Jordan nota che non possono permettersi di pagare alcuni servizi per il gala del balletto e chiama quindi il padre di Daphne per un'ulteriore donazione e in questa occasione scopre che non è stato versato alcun denaro da parte sua. Affronta la figlia che però si rifiuta di fornire il nome del vero donatore ma Jessica risale comunque al nome di Sergei tramite una scatola di fiammiferi abbandonata da Daphne. Si reca nel club dove chiede a Sergei trentacinquemila dollari e costui rimane sorpreso da una richiesta di una cifra così irrisoria: si scopre che Jordan ha utilizzato questi soldi, prelevati dal conto della compagnia per pagare la scuola della figlia. Contava di restituire la somma prima che qualcuno se ne accorgesse ma il ritardo nel versamento degli alimenti da parte dell'ex marito ha reso necessaria questa richiesta. Sergei accetta a patto di essere incluso nelle serate di gala e di ricevere undici posti riservati nel teatro.
Claire esegue lo stesso passo dopo Kiira che capisce che ormani deve cedere il posto. Sgombra quindi il camerino per Claire la quale invece di esultare ha un crollo e chiama il fratello, pregandolo di venire a vederla.
- Guest star: Marina Benedict (Toni Cannava), Patrick Page (Sergei Zelenkov), Michael Cullen, Tina Benko (Jessica), Vanessa Aspillaga (Monica), Clifton Duncan (Reggie), Reg Rogers (Jasper), Dana Cuomo (Elaine Bialy), con Tovah Feldshuh (Ivana).
- Altri interpreti: Aubrey Morgan (Suzanne), Nadezhda Vostrikov (Patrice), Carling Talcott (Ashley), Mike Houston (Teddy), Megan Dickinson (Mona), Alex Wong (Kim), James Dimitri Kleioris (Cory), Myrna Cabello (Infermiere latina), David Michael Garry (Griggs), Timothy Britten Parker (Ispettore), Ching Valdes-Aran (Donna vietnamita), Carrington Vilmont (Bronson).
- Ballerini: Peter Chursin, Andrew Daly, Kfir Danieli, Kurt Froman, Sean Rollofson, Clifford Williams, Preston W. Dugger III.
- Ballerine: Laura Feig, Allison Walsh, Gabrielle Salvatto.
- Ballerine swing: Sarah Atkins, Tempe Ostergren, Tiffany Hedman.
- Ascolti USA: telespettatori 116 000[11]

## Terra bruciata
- Titolo originale: Scorched Earth
- Diretta da: Alik Sakharov
- Scritta da: Moira Walley-Beckett

### Trama
- Guest star: Marina Benedict (Toni Cannava), Patrick Page (Sergei Zelenkov), Michael Cullen, Tina Benko (Jessica), John Allee (Pasha), Clifton Duncan (Reggie).
- Altri interpreti: Aubrey Morgan (Suzanne), Nadezhda Vostrikov (Patrice), Carling Talcott (Ashley), Alex Wong (Kim), James Dimitri Kleioris (Cory), Megan Dickinson (Mona), Marceline Hugot (Matilda), David Michael Garry (Griggs), Danae Nason (ASM), Carrington Vilmont (Bronson), James Waterston (Prescott Hawthorn), Jeb Kreager (Cromarti), Peter O'Connor (Amico di Frank), Bailey Campbell (Bryan da giovane), Alexa Jacqueline Swinton (Claire da giovane), Arnie Burton (Kerwyn Voss), Demosthenes Chrysan (Alex), Roman Roytberg (Russo 2), Ally Levine (Truccatore).
- Ballerini: Peter Chursin, Andrew Daly, Kfir Danieli, Kurt Froman, Sean Rollofson, Clifford Williams, Preston W. Dugger III.
- Ballerine: Laura Feig, Allison Walsh, Gabrielle Salvatto.
- Ballerine swing: Sarah Atkins, Tiffany Hedman.
- Ascolti USA: telespettatori 93 000[12]